# Illicivka, Troițke
Illicivka (în ucraineană Іллічівка) este un sat în comuna Voievodske din raionul Troițke, regiunea Luhansk, Ucraina.

## Demografie
Componența lingvistică a localității Illicivka
     Ucraineană (88,09%)
     Rusă (11,91%)
Conform recensământului din 2001, majoritatea populației localității Illicivka era vorbitoare de ucraineană (88,09%), existând în minoritate și vorbitori de rusă (11,91%).